# World Popular Song Festival 1985
Het World Popular Song Festival 1985 was de zestiende editie van het World Popular Song Festival. Het werd gehouden in Tokio, Japan van 26 tot 27 oktober 1985. Uiteindelijk trok Argentinië voor de eerste maal aan het langste eind. De top 3 werd vervolledigd door Italië en de Verenigde Staten.
Dit jaar was er ook een speciale prijs voor de beste Japanse inzending. Dit was een lied dat de finale moest gehaald hebben. Deze is niet meegerekend in de resultaten.

## Deelnemende landen
16 landen van over de hele wereld hadden zich ingeschreven voor de achtste editie van het festival. Nederland keerde terug, maar bleef steken in de halve finale.

## Overzicht

### Beste Japanse inzending
| Land  | Taal   | Artiest                       | Lied |
| ----- | ------ | ----------------------------- | ---- |
| Japan | Japans | Kazuyuki Ozaki & Coastal City | Yoko |

### Finale
| Plaats | Land                | Taal        | Artiest          | Lied                |
| ------ | ------------------- | ----------- | ---------------- | ------------------- |
| 1      | Argentinië          | Spaans      | Valeria Lynch    | Rompecabezas        |
| 2      | Italië              | Italiaans   | Lena Biolcati    | C'é ancora cielo    |
| 3      | Verenigde Staten    | Engels      | David Pomeranz   | Hold tight          |
| 4      | Verenigde Staten    | Engels      | LaToya Jackson   | Baby sister         |
| 5      | Verenigde Staten    | Engels      | Alan Scott       | Thrill of the chase |
| 6      | Verenigd Koninkrijk | Engels      | Vikki Benson     | Fire, fire          |
| 7      | Japan               | Engels      | Kaoru Kato       | Tender moments      |
| 8      | Indonesië           | Indonesisch | Vina Panduwinata | Burung camar        |
| 9      | Japan               | Engels      | RIKA             | In the rain         |
| 10     | Verenigd Koninkrijk | Engels      | Morty            | Avenues             |
| 11     | Thailand            | Engels      | Osoth & Viyada   | Reality             |
| 12     | Denemarken          | Engels      | Sisa             | You haunt me        |
| 13     | Canada              | Engels      | Luba             | How many            |
| 14     | Mexico              | Spaans      | Daniela Romo     | Es nuestro amor     |

### Halve finale
| Land                | Taal             | Artiest                       | Lied                                   | Resultaat      |
| ------------------- | ---------------- | ----------------------------- | -------------------------------------- | -------------- |
| Frankrijk           | Frans            | Laurence Saltiel              | Craché juré                            | uit            |
| Mexico              | Spaans           | Daniela Romo                  | Es nuestro amor                        | gekwalificeerd |
| Verenigde Staten    | Engels           | David Pomeranz                | Holde tight                            | gekwalificeerd |
| Japan               | Engels           | Hasiwakawa Mayumi             | Starry night                           | uit            |
| China               | Engels           | Chang Kuan                    | Running towards love's embrace         | uit            |
| Canada              | Engels           | Luba                          | How many                               | gekwalificeerd |
| Nederland           | Engels           | Spence                        | Turn me down                           | uit            |
| Verenigd Koninkrijk | Engels           | Morty                         | Avenues                                | gekwalificeerd |
| Japan               | Engels           | RIKA                          | In the rain                            | gekwalificeerd |
| Thailand            | Engels           | Osoth & Viyada                | Reality                                | gekwalificeerd |
| Verenigde Staten    | Engels           | LaToya Jackson                | Baby sister                            | gekwalificeerd |
| Japan               | Engels en Japans | Ina·Section                   | Love letter (Emaki song)               | uit            |
| Portugal            | Portugees        | Carlos Paião                  | Lá longe, senhora                      | uit            |
| Griekenland         | Grieks           | Cleopatra                     | Proti tou mai                          | uit            |
| Italië              | Italiaans        | Lena Biolcati                 | C'é ancora cielo                       | gekwalificeerd |
| Brazilië            | Portugees        | Joyce                         | Fã da bahia                            | uit            |
| Japan               | Engels           | Kaoru Kato                    | Tender moments                         | gekwalificeerd |
| Verenigde Staten    | Engels           | Alan Scott                    | Thrill of the chase                    | gekwalificeerd |
| Indonesië           | Indonesisch      | Vina Panduwinata              | Burung camar                           | gekwalificeerd |
| Verenigd Koninkrijk | Engels           | Vikki Benson                  | Fire, fire                             | gekwalificeerd |
| Japan               | Japans           | Kazuyuki Ozaki & Coastal City | Yoko                                   | gekwalificeerd |
| Denemarken          | Engels           | Sisa                          | You haunt me                           | gekwalificeerd |
| Frankrijk           | Frans            | Gérard Berliner               | Comme des millions d'histoires d'amour | uit            |
| Argentinië          | Spaans           | Valeria Lynch                 | Rompecabezas                           | gekwalificeerd |

1970 · 1971 · 1972 · 1973 · 1974 · 1975 · 1976 · 1977 · 1978 · 1979 · 1980 · 1981 · 1982 · 1983 · 1984 · 1985 · 1986 · 1987 · 1988 · 1989